# Сысья (приток Няйса)
Сысья — река в России, протекает по территории Берёзовского района Ханты-Мансийского автономного округа. Устье реки находится в 133 км от устья реки Няйс по правому берегу. Длина реки — 18 км. Высота устья — 145,2 м над уровнем моря.

## Данные водного реестра
По данным государственного водного реестра России относится к Нижнеобскому бассейновому округу, водохозяйственный участок реки — Северная Сосьва, речной подбассейн реки — Северная Сосьва. Речной бассейн реки — (Нижняя) Обь от впадения Иртыша.
Код водного объекта в государственном водном реестре — 15020200112115300023867.